# Джрашен (Армавирская область)
Джрашен (арм. Ջրաշեն) — село в Армавирской области Армении. Основано в 1928 году.

## География
Село расположено в южной части марза, к западу от автодороги , на расстоянии 5 километров к югу от города Армавира, административного центра области. Абсолютная высота — 865 метров над уровнем моря.
Климат
Климат характеризуется как семиаридный (BSk в классификации климатов Кёппена). Среднегодовая температура воздуха составляет 11,9 °C. Средняя температура самого холодного месяца (января) составляет −3,1 °С, самого жаркого месяца (июля) — 25,1 °С. Расчётная многолетняя норма атмосферных осадков — 294 мм. Наибольшее количество осадков выпадает в мае (50 мм).

## Население
| Год переписи | Население          | Население          | Население          | Население            | Население            | Население            |
| Год переписи | Наличное население | Наличное население | Наличное население | Постоянное население | Постоянное население | Постоянное население |
| Год переписи | Всего              | Мужчины            | Женщины            | Всего                | Мужчины              | Женщины              |
| ------------ | ------------------ | ------------------ | ------------------ | -------------------- | -------------------- | -------------------- |
| 2001         | 699                | 356                | 343                | 727                  | 366                  | 361                  |
| 2011         | 728                | 398                | 330                | 760                  | 413                  | 347                  |